# Longimonas
Longimonas es un género de bacterias gramnegativas de la familia Salinibacteraceae. Fue descrito en el año 2015. Su etimología hace referencia a unidad larga. Son bacterias inmóviles, con células alargadas, aerobias o anaerobias facultativas y halófilas. Tienen color rojo o anaranjado. Catalasa positiva y oxidasa negativa. Se encuentran en ambientes salinos como salinas y lagos salados.  

## Taxonomía
Actualmente consta de dos especies:
- Longimonas halophila
- Longimonas haloalkaliphila